# Saison 1945-1946 de l'Associação Académica de Coimbra
Maillots
Dernière mise à jour : 3 mai 2015.
Chronologie
Saison précédente Saison suivante
Douzième saison en championnat du Portugal de I Divisão dont il termine 10e. Une nouvelle fois le club des "étudiants", doit lutter tout au long de la saison contre la relégation.
C'est l'attaquant du club, Eduardo Lemos, qui devient le nouvel entraîneur pour cette nouvelle saison, mais il est remplacé au bout de quelques mois par Eduardo Augusto.

## Effectif
Etant un club composé principalement par des étudiants, cette année encore beaucoup de changement sont survenus au sein de l'effectif. À noter néanmoins l'arrivée d'un professionnel, Raúl Pascoal, issue du Grupo União Sport de Montemor, et qui deviendra champion du Portugal en 1950 avec le Benfica. Cette saison voit aussi les débuts d'un grand nom de l' Académica, Bentes, qui dès son premier match fait dire aux observateurs qu'il deviendra un futur grand du football portugais.
Effectif des joueurs de l'Académica de Coimbra lors de la saison 1945-1946.

### Sélection internationale
Bentes, joueur de l'Académica est appelé en sélection pour un match amical face à l' République d'Irlande (victoire 3 à 1).
| Joueur | Sélection | Type de match(s) | Date(s)      |
| Bentes | A         | Match amical     | 16 juin 1946 |

## Les rencontres de la saison

### Campeonato de l'AF Coïmbra
L'Académica remporte une nouvelle fois, le championnat de l'AF Coimbra qu'il domine depuis sa création.
| Date | Journée | Adversaire          | Lieu | Score | Buteurs de l'AAC | Class. | Public |
| ---- | ------- | ------------------- | ---- | ----- | ---------------- | ------ | ------ |
| -    | -       | Anadia FC           | -    | -     | -                | -      | -      |
| -    | -       | Naval 1º de Maio    | -    | -     | -                | -      | -      |
| -    | -       | CF União de Coimbra | -    | -     | -                | -      | -      |
| -    | -       | Lusitãnia DC        | -    | -     | -                | -      | -      |
| -    | -       | SC Conimbricense    | -    | -     | -                | -      | -      |
| -    | -       | Anadia FC           | -    | -     | -                | -      | -      |
| -    | -       | Naval 1º de Maio    | -    | -     | -                | -      | -      |
| -    | -       | CF União de Coimbra | -    | -     | -                | -      | -      |
| -    | -       | Lusitãnia DC        | -    | -     | -                | -      | -      |
| -    | -       | SC Conimbricense    | -    | -     | -                | -      | -      |

Légende
Dom. = à domicile; Ext. = à l'extérieur; Class. = classement

### Campeonato Nacional da I Divisão
L'Académica ne réalise pas une excellente première partie de championnat ne n'obtenant que 3 victoires lors des matchs aller. Réalisant un excellent match nul face au Benfica Lisbonne et battant le FC Porto, ces deux matchs se disputant à domicile. Malheureusement la seconde partie du championnat ne tourne pas à l'avantage des estudantes, et les voit se maintenir entre la 10e et 11e place sans être réellement inquiet de terminer en dernière position. Pour le dernier match de championnat la Briosa reçoit les Leões du Sporting CP. Cette rencontre est aussi celle de l'opposition de deux grands buteurs portugais, que sont Bentes et Fernando Peyroteo, le premier prend l'avantage avec 3 buts marqués qui permettent à son équipe de mener 4 à 1 à la 46e minute. Mais la fin de la rencontre est à l'avantage des lisboètes, qui arrachent le match nul à la 88e.
Il est à noter que la Briosa a obtenu ses deux nuls face aux équipes de Lisbonne, le SL Benfica et le Sporting CP sur 22 matchs joués, 7 victoires contre 13 défaites.
| Date             | Journée | Adversaire        | Lieu | Score | Buteurs de l'AAC                                                 | Class. | Public |
| ---------------- | ------- | ----------------- | ---- | ----- | ---------------------------------------------------------------- | ------ | ------ |
| 9 décembre 1945  | J01     | Atlético CP       | Dom. | 2 - 3 | Bentes 11e, Nini 15e                                             | 10e    | n.c.   |
| 16 décembre 1945 | J02     | CF Belenenses     | Ext. | 7 - 0 | -                                                                | 11e    | n.c    |
| 23 décembre 1945 | J03     | Benfica           | Dom. | 3 - 3 | Azeredo 9e, Gil 12e et Bentes 53e                                | 11e    | n.c    |
| 30 décembre 1945 | J04     | Boavista FC       | Ext. | 5 - 0 | -                                                                | 11e    | n.c.   |
| 6 janvier 1946   | J05     | FC Porto          | Dom. | 2 - 1 | Azeredo 10e et 62e                                               | 10e    | n.c.   |
| 13 janvier 1946  | J06     | UD Oliveirense    | Ext. | 2 - 3 | Bentes 26e et 71e et Ângelo 32e                                  | 10e    | n.c.   |
| 20 janvier 1946  | J07     | SC Olhanense      | Dom. | 1 - 3 | Garção 70e                                                       | 10e    | n.c.   |
| 27 janvier 1946  | J08     | Vitória Guimarães | Ext. | 2 - 1 | Gil 85e                                                          | 11e    | n.c.   |
| 3 février 1946   | J09     | SL Elvas          | Dom. | 5 - 1 | Nana 3e, 31e et 85e, Lemos 25e, Ângelo 30e                       | 10e    | n.c    |
| 10 février 1946  | J10     | Vitória Setúbal   | Dom. | 3 - 5 | Ângelo 3e et 49e, Nana 48e,                                      | 10e    | n.c.   |
| 24 février 1946  | J11     | Sporting CP       | Ext. | 6 - 1 | Garção 30e                                                       | 10e    | n.c    |
| 3 mars 1946      | J12     | Atlético CP       | Ext. | 2 - 1 | Azeredo 3e                                                       | 11e    | n.c.   |
| 10 mars 1946     | J13     | CF Belenenses     | Dom. | 1 - 3 | Lemos 75e                                                        | 11e    | n.c    |
| 17 mars 1946     | J14     | Benfica           | Ext. | 7 - 1 | Garção 80e                                                       | 11e    | n.c    |
| 31 mars 1946     | J15     | Boavista FC       | Dom. | 5 - 2 | Garção 11e, Bentes 46e et 52e, Lemos 57e et Nana 73e             | 10e    | n.c.   |
| 7 avril 1946     | J16     | FC Porto          | Ext. | 8 - 1 | Bentes 70e                                                       | 10e    | n.c.   |
| 21 avril 1946    | J17     | UD Oliveirense    | Dom. | 6 - 1 | Ângelo 4e et 89e, Bentes 6e, Azeredo 16e, Nana 23e et Garção 82e | 10e    | n.c.   |
| 28 avril 1946    | J18     | SC Olhanense      | Ext. | 4 - 2 | Bentes 43e, csc 47e                                              | 10e    | n.c.   |
| 5 mai 1946       | J19     | Vitória Guimarães | Dom. | 2 - 0 | Nana 3e, Joaquim João 67e                                        | 10e    | n.c.   |
| 12 mai 1946      | J20     | SL Elvas          | Ext. | 4 - 3 | Garção 52e et 80e et Bentes 85e                                  | 10e    | n.c    |
| 19 mai 1946      | J21     | Vitória Setúbal   | Ext. | 2 - 3 | Garção 2e, Ângelo 13e et Bentes 89e                              | 10e    | n.c.   |
| 26 mai 1946      | J22     | Sporting CP       | Dom. | 5 - 5 | Nana 2e, Bentes 25e, 40e et 46e, Joaquim João 55e                | 10e    | n.c    |

Légende
Dom. = à domicile; Ext. = à l'extérieur; Class. = classement

### Taça de Portugal
| Date        | Tour | Adversaire  | Lieu | Score      | Buteurs de l'AAC             | Public |
| ----------- | ---- | ----------- | ---- | ---------- | ---------------------------- | ------ |
| 2 juin 1946 | 1/8e | Sporting CP | Ext. | 6 - 3 (ap) | Garção 1re, Bentes 18e & 51e | n.c.   |

Légende
Dom. = à domicile; Ext. = à l'extérieur

## Statistiques

### Statistiques collectives
| Compétition      | Débute au tour | Place ou tour final | Matches joués | Gagnés | Nuls | Perdus | Buts pour | Buts contre | Différence |
| AF Coïmbra       | -              | 1er                 | -             | -      | -    | -      | -         | -           | -          |
| I Divisão        | 1re Journée    | 10e                 | 22            | 7      | 2    | 13     | 51        | 76          | -25        |
| Taça de Portugal | 1/8e de finale | 1/8e de finale      | 1             | 0      | 0    | 1      | 3         | 6           | -3         |
| Total            | -              | -                   | 23            | 7      | 2    | 14     | 54        | 82          | -28        |

### Statistiques individuelles
C'est le jeune, António Maria Pereira Júnior (22 ans) qui est le seul totalista de cette saison, il participe à l'ensemble des matchs du championnat portugais (22), et à la seule rencontre de coupe.
- Ce tableau récapitule l'ensemble des statistiques des joueurs dans les différentes compétitions disputées lors de la saison 1945-46 (hors matches amicaux et championnat de l'AF Coimbra).

| Nat. | Nom           | Campeonato Nacional da I Divisão | Campeonato Nacional da I Divisão | Campeonato Nacional da I Divisão | Campeonato Nacional da I Divisão | Taça de Portugal | Taça de Portugal | Taça de Portugal | Taça de Portugal | Total | Total       | Total  | Total        |
| Nat. | Nom           | M.j.                             | But inscrit                      | Averti                           | Carton rouge                     | M.j.             | But inscrit      | Averti           | Carton rouge     | M.j.  | But inscrit | Averti | Carton rouge |
|      | António Maria | 22                               | 0                                | -                                | -                                | 1                | 0                | -                | -                | 23    | 0           | -      | -            |
|      | Azeredo       | 20                               | 5                                | -                                | -                                | 1                | 0                | -                | -                | 21    | 5           | -      | -            |
|      | Brás          | 20                               | 0                                | -                                | -                                | 1                | 0                | -                | -                | 21    | 0           | -      | -            |
|      | Mário Reis    | 20                               | 0                                | -                                | -                                | 1                | 0                | -                | -                | 21    | 0           | -      | -            |
|      | Garção        | 17                               | 8                                | -                                | -                                | 1                | 1                | -                | -                | 18    | 9           | -      | -            |
|      | Nana          | 17                               | 8                                | -                                | -                                | 1                | 0                | -                | -                | 18    | 8           | -      | -            |
|      | Ângelo        | 17                               | 7                                | -                                | -                                | 1                | 0                | -                | -                | 18    | 7           | -      | -            |
|      | Jacques       | 17                               | 0                                | -                                | -                                | 1                | 0                | -                | -                | 18    | 0           | -      | -            |
|      | Albino        | 16                               | 0                                | -                                | -                                | 0                | 0                | -                | -                | 16    | 0           | -      | -            |
|      | Bentes        | 14                               | 14                               | -                                | -                                | 1                | 2                | -                | -                | 15    | 16          | -      | -            |
|      | Lomba         | 14                               | 0                                | -                                | -                                | 1                | 0                | -                | -                | 15    | 0           | -      | -            |
|      | Lemos         | 9                                | 4                                | -                                | -                                | 0                | 0                | -                | -                | 9     | 4           | -      | -            |
|      | Aristides     | 9                                | 0                                | -                                | -                                | 0                | 0                | -                | -                | 9     | 0           | -      | -            |
|      | Joaquim João  | 6                                | 2                                | -                                | -                                | 0                | 0                | -                | -                | 6     | 2           | -      | -            |
|      | Vasco         | 5                                | 0                                | -                                | -                                | 0                | 0                | -                | -                | 5     | 0           | -      | -            |
|      | Messias       | 4                                | 0                                | -                                | -                                | 1                | 0                | -                | -                | 5     | 0           | -      | -            |
|      | Gil           | 3                                | 2                                | -                                | -                                | 0                | 0                | -                | -                | 3     | 2           | -      | -            |
|      | Branco        | 3                                | 0                                | -                                | -                                | 0                | 0                | -                | -                | 3     | 0           | -      | -            |
|      | Taborda       | 3                                | 0                                | -                                | -                                | 0                | 0                | -                | -                | 3     | 0           | -      | -            |
|      | Faustino      | 2                                | 0                                | -                                | -                                | 0                | 0                | -                | -                | 2     | 0           | -      | -            |
|      | Nini          | 1                                | 1                                | -                                | -                                | 0                | 0                | -                | -                | 1     | 1           | -      | -            |
|      | Melo          | 1                                | 0                                | -                                | -                                | 0                | 0                | -                | -                | 1     | 0           | -      | -            |
|      | Oliveira      | 1                                | 0                                | -                                | -                                | 0                | 0                | -                | -                | 1     | 0           | -      | -            |
|      | Raúl Pascoal  | 1                                | 0                                | -                                | -                                | 0                | 0                | -                | -                | 1     | 0           | -      | -            |

Légende
Nat. = nationalité; M.j. = match(s) joué(s)

### Statistiques buteurs
Bentes est le meilleur buteur de la Briosa, et termine 11e meilleur buteur du championnat portugais.
Ce tableau récapitule l'ensemble des statistiques des buteurs dans les différentes compétitions nationales, disputées lors de la saison.
| Place   | Nom          | Campeonato Nacional da I Divisão | Taça de Portugal | TOTAL des BUTS |
| 1       | Bentes       | 14 buts                          | 2 buts           | 16 buts        |
| 2       | Garção       | 8 buts                           | 1 but            | 9 buts         |
| 3       | Nana         | 8 buts                           | 0 but            | 8 buts         |
| 4       | Ângelo       | 7 buts                           | 0 but            | 7 buts         |
| 5       | Azeredo      | 5 buts                           | 0 but            | 5 buts         |
| 6       | Lemos        | 4 buts                           | 0 but            | 4 buts         |
| 7       | Joaquim João | 2 buts                           | 0 but            | 2 buts         |
| 8       | Gil          | 2 buts                           | 0 but            | 2 buts         |
| 9       | Nini         | 1 but                            | 0 but            | 1 but          |
| Détails | 9 buteurs    | 51 buts                          | 3 buts           | 54 BUTS        |